# Strażnica WOP Skrbeńsko
Strażnica Wojsk Ochrony Pogranicza Skrbeńsko – zlikwidowany podstawowy pododdział Wojsk Ochrony Pogranicza pełniący służbę graniczną na granicy polsko-czechosłowackiej.

## Formowanie i zmiany organizacyjne
Strażnica została sformowana przed 1954 rokiem w strukturze 42 batalionu WOP w Cieszynie jako 207a strażnica WOP (Skrbeńsko).

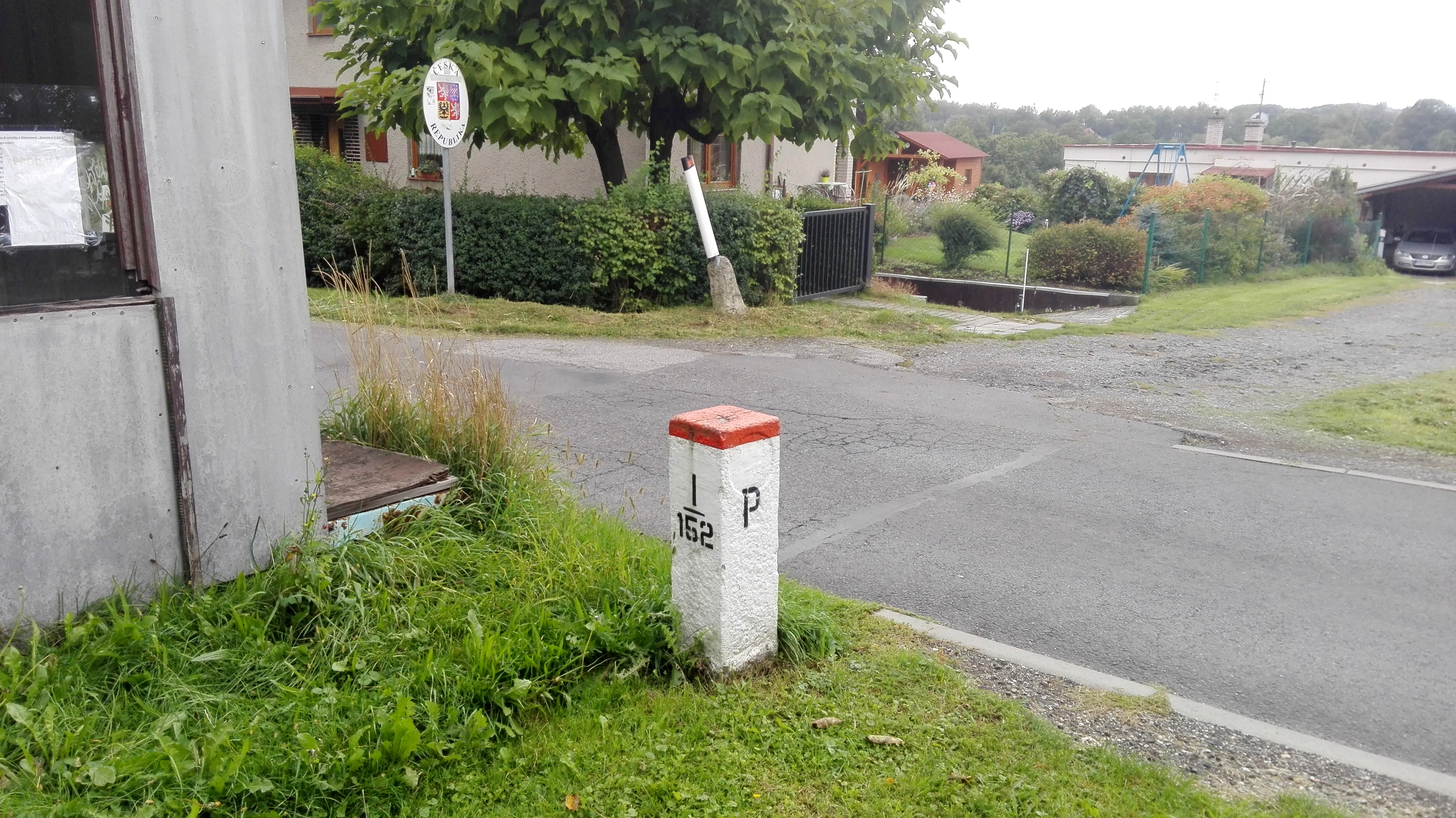
Granica polsko-czeska, znak gran. nr I/152 (III/352), rej. Skrbeńsko (wrzesień 2019)

Od 15 marca 1954 w Wojskach Ochrony Pogranicza wprowadzono nową numerację strażnic, a strażnica WOP Skrbeńsko III kategorii otrzymała nr 215 w skali kraju.
W 1956 rozpoczęto numerowanie strażnic na poziomie brygady. Strażnica specjalna Skrbeńsko była 5 w 4 Brygadzie Wojsk Ochrony Pogranicza w Gliwicach.
31 grudnia 1959 była jako 21 strażnica WOP IV kategorii Skrbeńsko i była w strukturach 42 batalionu WOP w Cieszynie.
1 stycznia 1964 była jako 22 strażnica WOP lądowa IV kategorii Skrbeńsko. W 1964 włączona została w skład 43 batalionu WOP w Raciborzu.
W 1976, w związku z przejściem na dwuszczeblowy system dowodzenia, strażnicę podporządkowano bezpośrednio pod sztab Górnośląskiej Brygady WOP w Gliwicach.
13 grudnia 1981 po wprowadzeniu stanu wojennego na terytorium kraju, dowódca GB WOP wewnętrznym rozkazem w miejscu stacjonowania poszczególnych batalionów, utworzył tzw. „wysunięte stanowiska dowodzenia” (zalążek przyszłych batalionów granicznych), którym podporządkował strażnice znajdujące się na odcinkach dawnych batalionów granicznych. Brygada wykonywała zadania ochrony granicy i bezpieczeństwa państwa wynikające z dekretu o wprowadzeniu stanu wojennego.
W 1983 strażnica WOP Skrbeńsko włączona została w struktury Jednostki WOP im. Ziemi Cieszyńskiej w Cieszynie, a od połowy 1984 batalionu granicznego WOP Cieszyn.

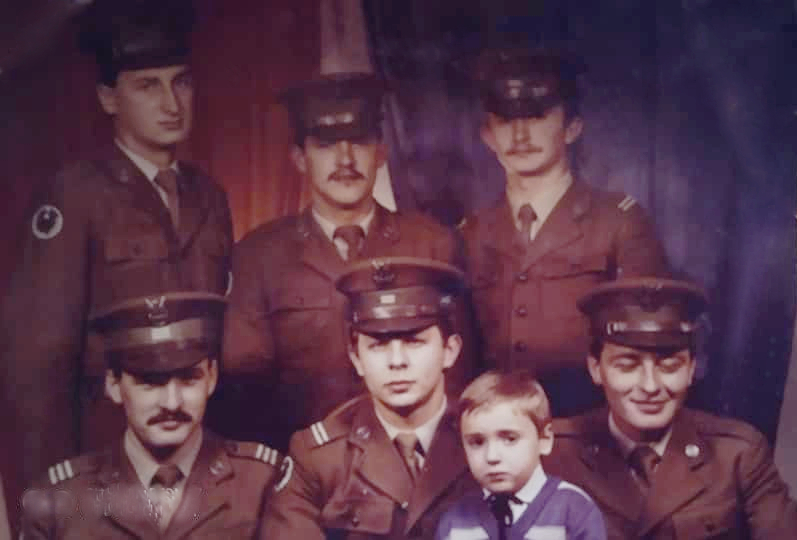
Żołnierze WOP (1987)

Strażnica WOP Skrbeńsko funkcjonowała do 12 grudnia 1989, kiedy to została rozformowania. Ochraniany przez strażnicę odcinek granicy państwowej, przejęły strażnice WOP w Zebrzydowicach i Godowie.

## Ochrona granicy
Do sierpnia 1974, Strażnica WOP Skrbeńsko ochraniała odcinek granicy państwowej:
- Włącznie znak graniczny nr III/348, wyłącznie znak gran. nr III/354.

Od sierpnia 1974, odcinek strażnicy został wydłużony po przejęciu części odcinka granicy państwowej, po rozformowanej Strażnicy WOP Ruptawa tj. od znaku gran. nr III/348 do włącznie znak gran. nr III/339.

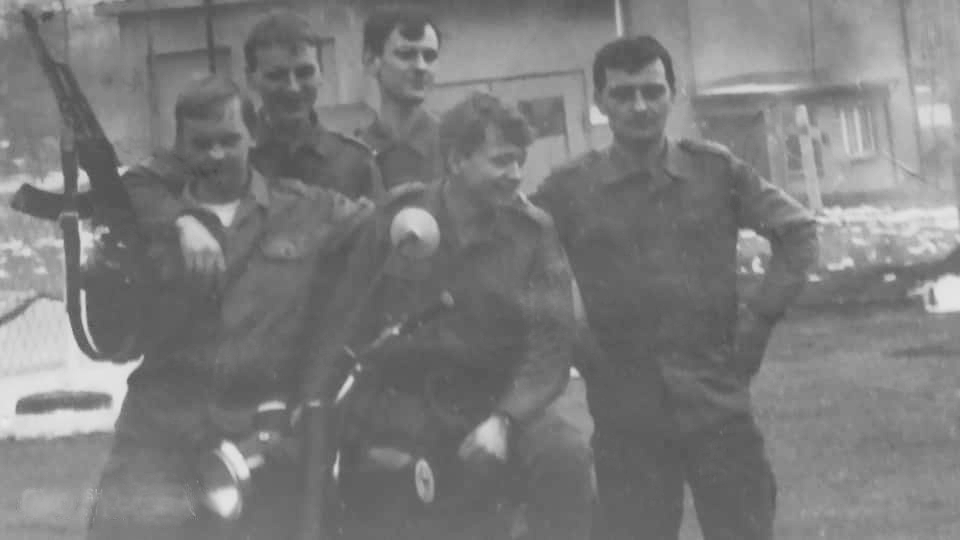
Żołnierze WOP przy motocyklu WSK (1986–1987)

W latach 1975–12 grudnia 1989, rozwinięta strażnica lądowa WOP Skrbeńsko II kategorii, ochraniała odcinek granicy państwowej:
- Włącznie znak gran. nr III/339, wyłącznie znak gran. nr III/354.
- W okresie zimowym pas śnieżny sprawdzany był minimum: na głównym kierunku dwukrotnie, na pozostałym raz w ciągu doby.
- Współdziałała w zabezpieczeniu granicy państwowej z:
  - Strażnice WOP w: Zebrzydowicach i Godowie
  - Grupa Operacyjno-Rozpoznawcza Zwiadu w Wodzisławiu Śląskim.
- W ochronie granicy dowódcy strażnicy ściśle współpracowali ze swoimi odpowiednikami tj. naczelnikami placówek OSH (Ochrana Statnich Hranic) CSRS.

### Wydarzenia
- 1956 – koniec czerwca, początek lipca w okresie tzw. „Wypadków poznańskich”, przy linii granicznej i w strefie działania, odnajdywano pakunki zawierające ulotki z tzw. „bibułą”, przytwierdzone do balonów leżących na ziemi[10]. W związku z masowością zjawiska, żołnierze otrzymali zezwolenie na użycie broni, celem zestrzelenia nisko przelatujących balonów (nawet jeśli znajdowały się na terytorium czechosłowackim, ale w zasięgu ognia – to samo czynili pogranicznicy czechosłowaccy)[11].
- 13 grudnia 1981–22 lipca 1983 – (stan wojenny w Polsce), normę służby granicznej dla żołnierzy podwyższono z 8 do 12 godzin na dobę. Ścisłą kontrolą objęto całą strefę nadgraniczną. W stan gotowości były postawione pododdziały odwodowe[12].

### Strażnice sąsiednie
- 207 strażnica WOP Marklowice ⇔ 208 strażnica WOP Godów – po 1946
- 214 strażnica WOP Ruptawa kat. I ⇔ 216 strażnica WOP Godów kat. I – 15.03.1954
- 4 strażnica WOP Ruptawa kat. I ⇔ 6 strażnica WOP Godów kat. I – po 1956
- 22 strażnica WOP Ruptawa kat. III ⇔ 20 strażnica WOP Godów kat. III – 31.12.1959
- 23 strażnica WOP Ruptawa lądowa kat. IV ⇔ 21 strażnica WOP Godów lądowa kat. III – 1.01.1964
- Strażnica WOP Ruptawa ⇔ Strażnica WOP Godów – do 1975
- Strażnica WOP Zebrzydowice rozwinięta kat. I ⇔ Strażnica WOP Godów rozwinięta kat. I – do 12.12.1989.

## Dowódcy strażnicy
- por. Tadeusz Szczerba[13]
- kpt. Mieczysław Dudziec[14]
- por. Marek Bednarz[14]
- mł. chor. Władysław Siwek (był w 1976)[15]
- por. Stanisław Mroszczak[16]
- ppor. Aleksander Bojułka (był w 1984)[17]
- st. sierż./chor. Eugeniusz Punicki[18] (był 15.01.1986–był 30.06.1986)
- chor. sztab. Adam Nowak[18] (1.10.1986–12.12.1989) – do rozformowania .